# Église du Gesù de Miami
Pour les articles homonymes, voir Église du Gesù (homonymie).
L'église du Gesù est un édifice religieux catholique de Miami, aux États-Unis. Sise au 118 Northeast, 2nd Street, et construite en 1896 l’église fut le premier lieu de culte (et paroisse) catholique de Miami, en Floride (États-Unis). Les services pastoraux sont assurés par des jésuites venant de Cuba et des Antilles. En 1974 elle fut répertoriée au Registre national des lieux historiques des États-Unis.

## Histoire
Le premier service religieux catholique de Miami a lieu en 1872 lorsque le père Dufau, qui avait été envoyé en Floride du Sud par Jean-Augustin Verot PSS (1805-1876), premier évêque de Saint-Augustin (Floride), y célèbre la messe et donne le sacrement de confirmation à la famille pionnière de William J. Wagner. Wagner construit par après (1875) une petite église en bois sur sa propriété qui devient le premier lieu culte de Miami.
En 1896 la paroisse catholique s’organise sous la direction du père jésuite Ambrose Fontan, curé de 1896 à 1898. Elle prend le Nom de Jésus.
Une église en solide est construite en 1897 sur un terrain donné par Henry Flagler. La croissance de la paroisse est étroitement liée au développement de la ville de Miami. Ainsi une ‘école paroissiale du Gesù’ est ouverte en 1905 avec six classes et 60 élèves. Elle est dirigée par les sœurs de Saint-Joseph, du diocèse de Saint-Augustin. 
Au fur et à mesure que la population de Miami (et le nombre de catholiques) augmente, le besoin d'une église plus grande se fait sentir. Décision est prise au début du XXe siècle et la pierre angulaire d’un nouvel édifice est posée le 10 décembre 1920 sur le même site, et le nouveau bâtiment, l’église telle que nous la connaissons aujourd’hui, est inauguré en 1925. En 1926 un nouveau bâtiment est construit pour l’école qui prend le nom de ‘Gesu parish school’. 

## Aujourd'hui
L'église du [Nom de] Gesù, qui a 700 places continue à offrir ses services pastoraux comme l'une des trois églises du centre-ville. Récemment restaurée elle a retrouvé son aspect original. Étant donné le nombre de fidèles originaires de Cuba et des Antilles la paroisse est confiée, depuis 2004, à la responsabilité pastorale des jésuites originaires de cette même région. Auparavant, elle était desservie par les jésuites de Louisiane (New-Orleans). 
Plus ancienne paroisse catholique de Miami l'église de Gesù' est significative pour le rôle important qu’ell eut dans l'histoire religieuse de la ville et comme reflet de la croissance et du développement de la ville la plus importante de Floride. En outre, les bâtiments sont un excellents exemple d'architecture religieuse du XXe siècle et remarquable dans sa conception générale, architecture comme artisanat dans sa décoration intérieure.